# Kaiser Preis

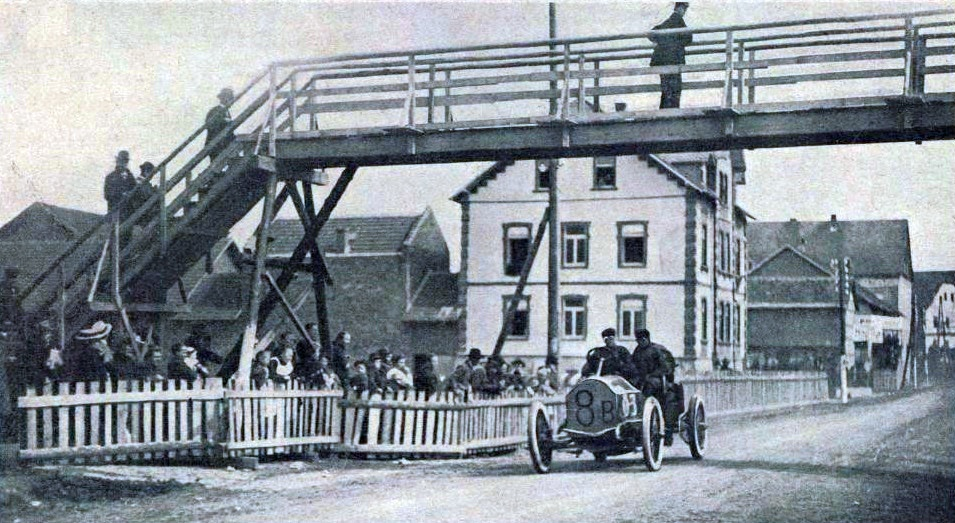
Felice Nazzaro podczas Kaiser Preis 1907

Kaiser Preis – wyścig samochodowy nazwany na cześć niemieckiego cesarza Wilhelma II Hohenzollerna, zorganizowany w 1907 roku na torze wyznaczonym w górach Taunus. Tor ten miał 117 km długości i został utworzony w 1904 roku w celu organizacji Pucharu Gordona Bennetta. Trasa wiodła od Oberursel do Weilburga i z powrotem.
Do wyścigu mogli się zgłaszać jedynie kierowcy w samochodach turystycznych z silnikami o pojemności mniejszej niż osiem litrów. Wyścig wygrał Włoch Felice Nazzaro w Fiacie, pokonując samochody Opla, Mercedesa, Eisenach oraz Adler. W 1908 roku został zastąpiony przez Prinz-Heinrich-Fahrt.

## Zwycięzcy
| Data               | Tor    | Kierowca       | Konstruktor | Wyniki |
| ------------------ | ------ | -------------- | ----------- | ------ |
| 13-14 czerwca 1907 | Taunus | Felice Nazzaro | Fiat        | Wyniki |